# 1992 en Grèce
Chronologie de la Grèce
- 1988
- 1989
- 1990
- 1991
- 1992
- 1993
- 1994
- 1995
- 1996

Cette page concerne les évènements survenus en 1992 en Grèce  :

## Évènements
- Classement du Pythagoréion et de l'Héraion de Samos au patrimoine mondial de l'Unesco.

## Cinéma - Sortie de film
- 6-15 novembre : Festival international du film de Thessalonique
- Byron, ballade pour un démon
- Sens dessus dessous
- Création du Prix du cinéma d'État grec (en)

## Sport
- 8-23 février : Participation de la Grèce aux Jeux olympiques d'hiver à Albertville en France.
- 13-18 avril : Organisation de la Fed Cup (en) à Athènes.
- 25 juillet-9 août : Participation de la Grèce aux Jeux olympiques d'été à Barcelone en Espagne.
- 3-22 septembre : Participation de la Grèce aux Jeux paralympiques d'été (en) à Barcelone  en Espagne.
- 4-12 septembre : Championnat d'Europe féminin de volley-ball des moins de 20 ans à Serrès.
- Coupe de Grèce de football (1991-1992) (en)
- Coupe de Grèce de football (1992-1993) (en)
- Championnat de Grèce de football 1991-1992
- Championnat de Grèce de football 1992-1993

## Création
- Achaia Channel (en), chaîne de télévision.
- Institut danois d'Athènes
- Salle de concert d'Athènes
- Université ouverte de Grèce

## Dissolution
- Ellinikí Aristerá, parti politique.

## Naissance
- Thanásis Antetokoúnmpo, basketteur.
- Dimítrios Antoniádis, cycliste.
- Theodóra Drákou, nageuse.
- Kóstas Fortoúnis, footballeur.
- Nikólaos Karélis, footballeur.
- Konstadínos Konstadinídis, gymnaste.
- Kyriákos Papadópoulos, footballeur.
- Apóstolos Véllios, footballeur.

## Décès
- Manólis Andrónikos, archéologue.
- Níkos Gátsos, poète et écrivain.
- Ioánnis Kakridís, helléniste.
- Jenny Karézi, actrice de théâtre et de cinéma.
- Oréstis Láskos,  poète, acteur, scénariste, dramaturge, réalisateur et metteur en scène de théâtre et cinéma grec.
- Robert Liddell, écrivain, critique littéraire et biographe anglais.
- Nikólaos Pláton, archéologue.
- Márkos Vafiádis, un des dirigeants de l'ELAS durant l'occupation de la Grèce pendant la Seconde Guerre mondiale puis de l'Armée démocratique de Grèce durant la guerre civile grecque.